# Římskokatolická farnost Stachy
Římskokatolická farnost Stachy je územním společenstvím římských katolíků v rámci prachatického vikariátu českobudějovické diecéze. Je součástí většího farního obvodu spravovaného z farnosti Vimperk.

## O farnosti
Území Stachů náleželo do roku 1782 k farnosti Vacov, v letech 1782–1785 k farnosti Zdíkovec. V roce 1780 bylo věřícím Stachů umožněno vystavět si kostel, jehož stavba byla dokončená následující rok. Jednalo se o nynější hřbitovní Kostel Panny Marie, při kterém byla v roce 1785 zřízená farnost. Protože kostel později kapacitou nedostačoval, byl v letech 1842–1849 postaven kostel Navštívení Panny Marie, který převzal farní úlohu a původní kostel se stal hřbitovním. Roku 1878 se v obci narodil Jan Cais, pozdější českobudějovický generální vikář. Ve 20. století přestal být do farnosti ustanovován sídelní duchovní správce.
Po zrušení farnosti Nicov u Stach se jejím právním nástupcem stala od 1. ledna 2020 farnost Stachy.
| Fotografie | Kostel                         | Místo    | Bohoslužba             | Bohoslužba             | Poznámka                                             |
| ---------- | ------------------------------ | -------- | ---------------------- | ---------------------- | ---------------------------------------------------- |
|            | Kaple svatého Jana Nepomuckého | Milov    | nelze sloužit          | nelze sloužit          | zbořená kaple                                        |
|            | Kostel svatého Martina         | Nicov    | 1. sobota v měsíci     | 16.00                  | filiální, bývalý farní kostel farnosti Nicov u Stach |
|            | Kaple                          | Řetenice | neslouží se            | neslouží se            | kaple                                                |
|            | Kostel Navštívení Panny Marie  | Stachy   | neděle středa          | 9.45 8.00              | farní kostel                                         |
|            | Kostel Panny Marie             | Stachy   | neslouží se pravidelně | neslouží se pravidelně | hřbitovní kostel                                     |
|            | Kaple Panny Marie Bolestné     | Stachy   | neslouží se pravidelně | neslouží se pravidelně | kaple                                                |
|            | Kaple                          | Studenec | neslouží se            | neslouží se            | kaple                                                |